# Visnaren
Visnaren är en sjö söder om Åkers styckebruk i Strängnäs kommun i Södermanland och ingår i Norrströms huvudavrinningsområde. Sjön har en area på 1,13 kvadratkilometer och ligger 9,9 meter över havet. Sjön avvattnas av vattendraget Råckstaån (Bergaån) , som rinner ut i Läggesta, förbunden med Mälaren. Visnaren är också den nordligaste sjön i en sprickdal som fortsätts söderut av Marvikarna samt sjön Klämmingen i Gnesta kommun, vilken via Trosaån rinner ut i Östersjön.
Visnaren skiljdes från Mälaren runt Kristi födelse. Namnet har av Svante Strandberg tolkats som "sjön vid vattenkroken", syftande på den vattenkrok som tidigare löpte från Gripsholmsviken längs Råckstaån mot Visnaren.

## Delavrinningsområde
Visnaren ingår i delavrinningsområde (656984-157476) som SMHI kallar för Utloppet av Visnaren. Medelhöjden är 23 meter över havet och ytan är 3,83 kvadratkilometer. Räknas de 21 avrinningsområdena uppströms in blir den ackumulerade arean 211,2 kvadratkilometer. Råcksta å (Bergaån) som avvattnar avrinningsområdet har biflödesordning 2, vilket innebär att vattnet flödar genom totalt 2 vattendrag innan det når havet efter 78 kilometer. Avrinningsområdet består mestadels av skog (40 procent). Avrinningsområdet har 1,1 kvadratkilometer vattenytor vilket ger det en sjöprocent på 28,8 procent. Bebyggelsen i området täcker en yta av 0,48 kvadratkilometer eller 12 procent av avrinningsområdet.